# Міський ботанічний сад у Забже
Міськи́й ботані́чний сад у Забже  (пол. Miejski Ogród Botaniczny w Zabrzu) — ботанічний сад у місті Забже (Польща).

## Загальні відомості
Ботанічний сад був відкритий для публіки в 1938 році. Сад має форму неправильного багатокутника, а його площа дорівнює 6,36 га. Знаходиться за адресою: Забже, вул. Юзефа Пілсудського 60, недалеко від спортивних об'єктів футбольного клубу «Гурник».
Ботанічний сад розділений на дві частини — ботанічну і паркову. Ботанічна частина створена в геометричному стилі французького саду, в той час як паркова частина є типовим англійським пейзажним парком.

## Рослинність
Паркова частина ботанічного саду містить близько 5000 екземплярів дерев та чагарників. У 2004 році закладений розарій, в якому росте 2500 кущів троянд 64 сортів. У теплицях представлені 5000 рослин з різних кліматичних зон всього світу (пальмова оранжерея, колекція кактусів та інших сукулентів з наступних родин: молочайні, товстолисті, агавові, лілійні, аізоонові і ластівневі).
Дендрологічна колекція включає близько 260 таксонів дерев і чагарників, у тому числі барбарис, кизил, кизильник, каштан їстівний, бархат амурський, аморфа кущова, ліріодендрон, таксодіум дворядний, тсуга канадська, Cunninghamia lanceolata, Calycanthus floridus, катальпа та гледичія.
Види, які ростуть у ботанічному саду і знаходяться під захистом держави, включають таки рослини як тис ягідний, конвалія звичайна, маренка запашна, барвінок малий, калина звичайна і плющ звичайний.

## Галерея

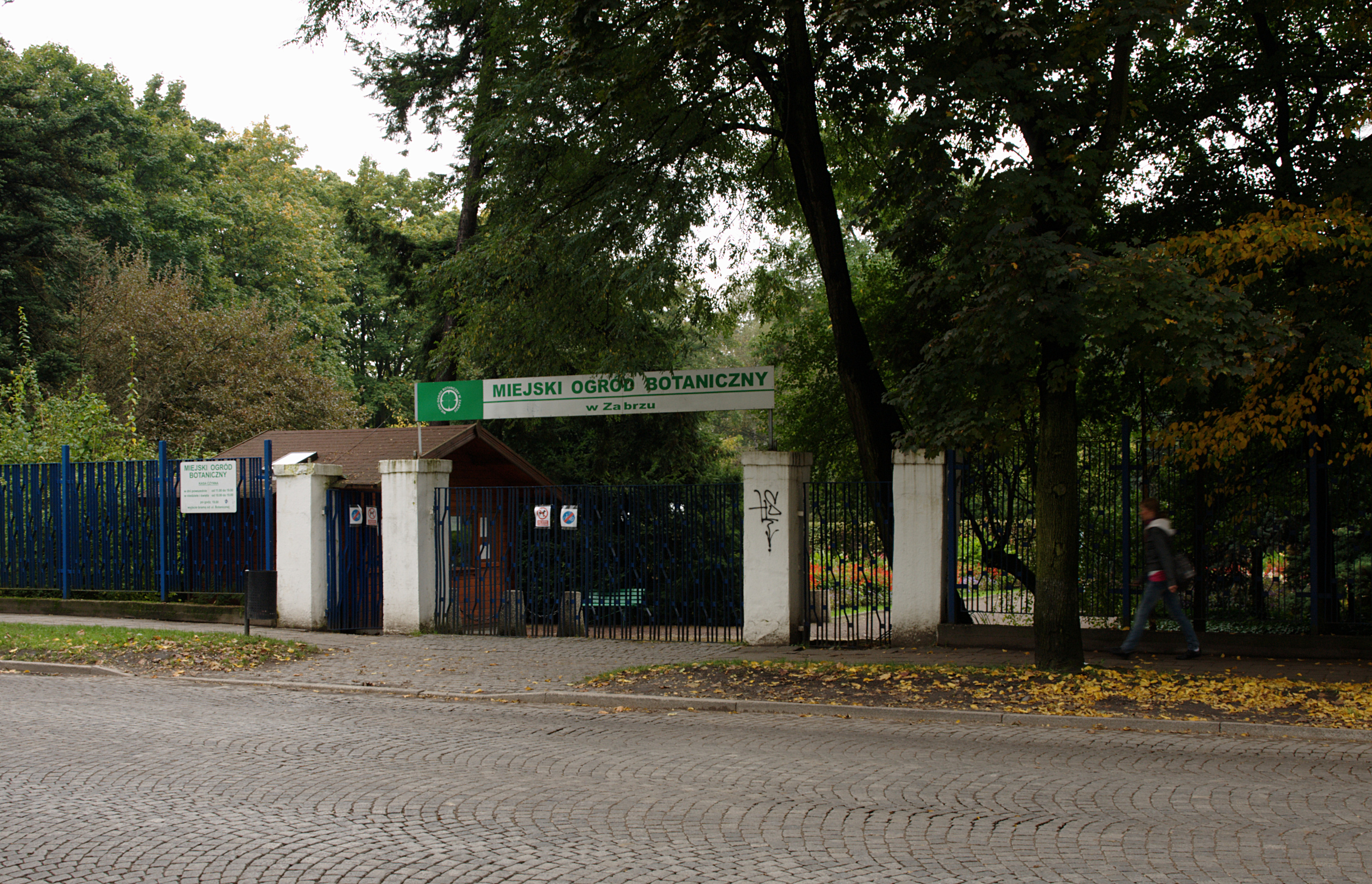
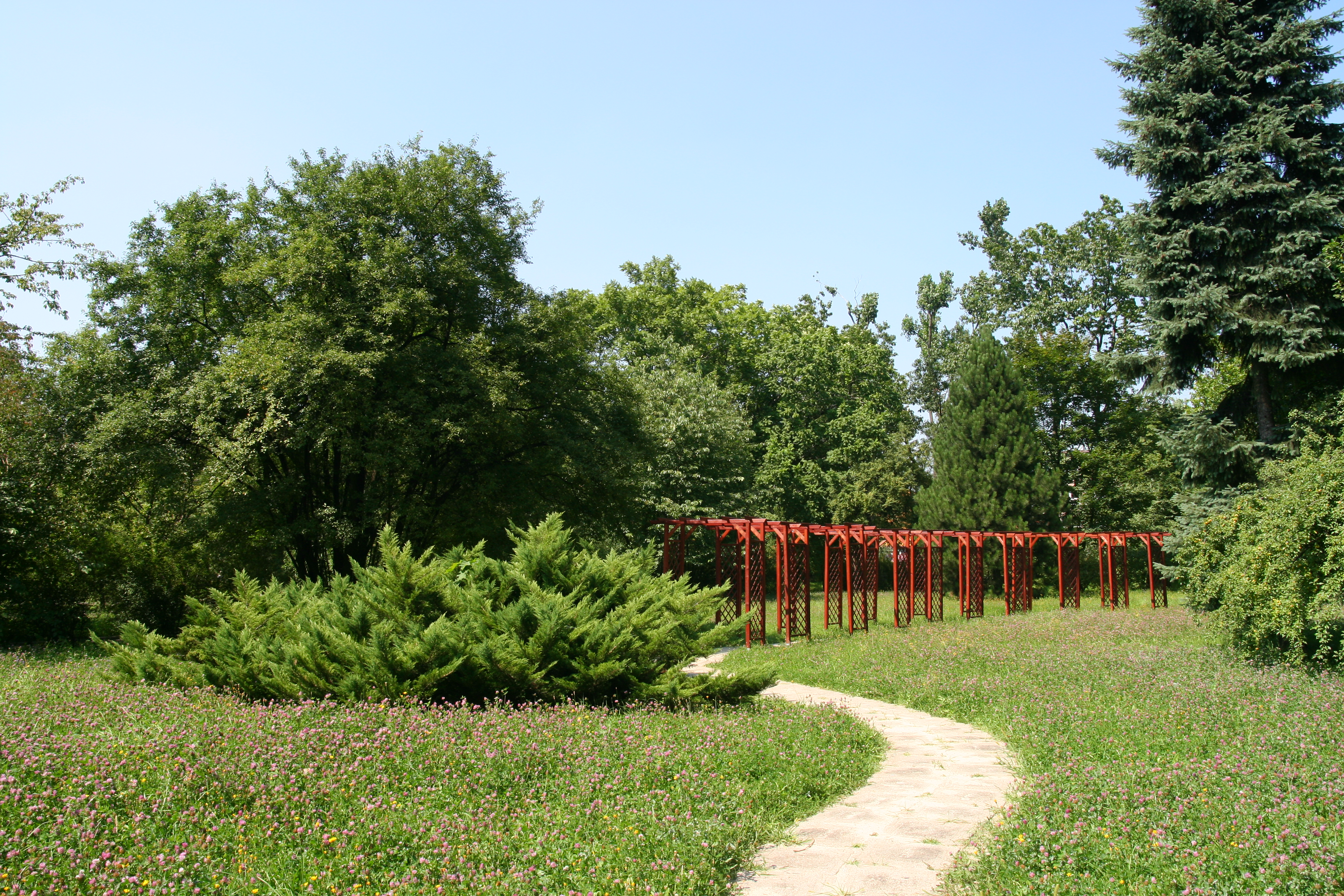
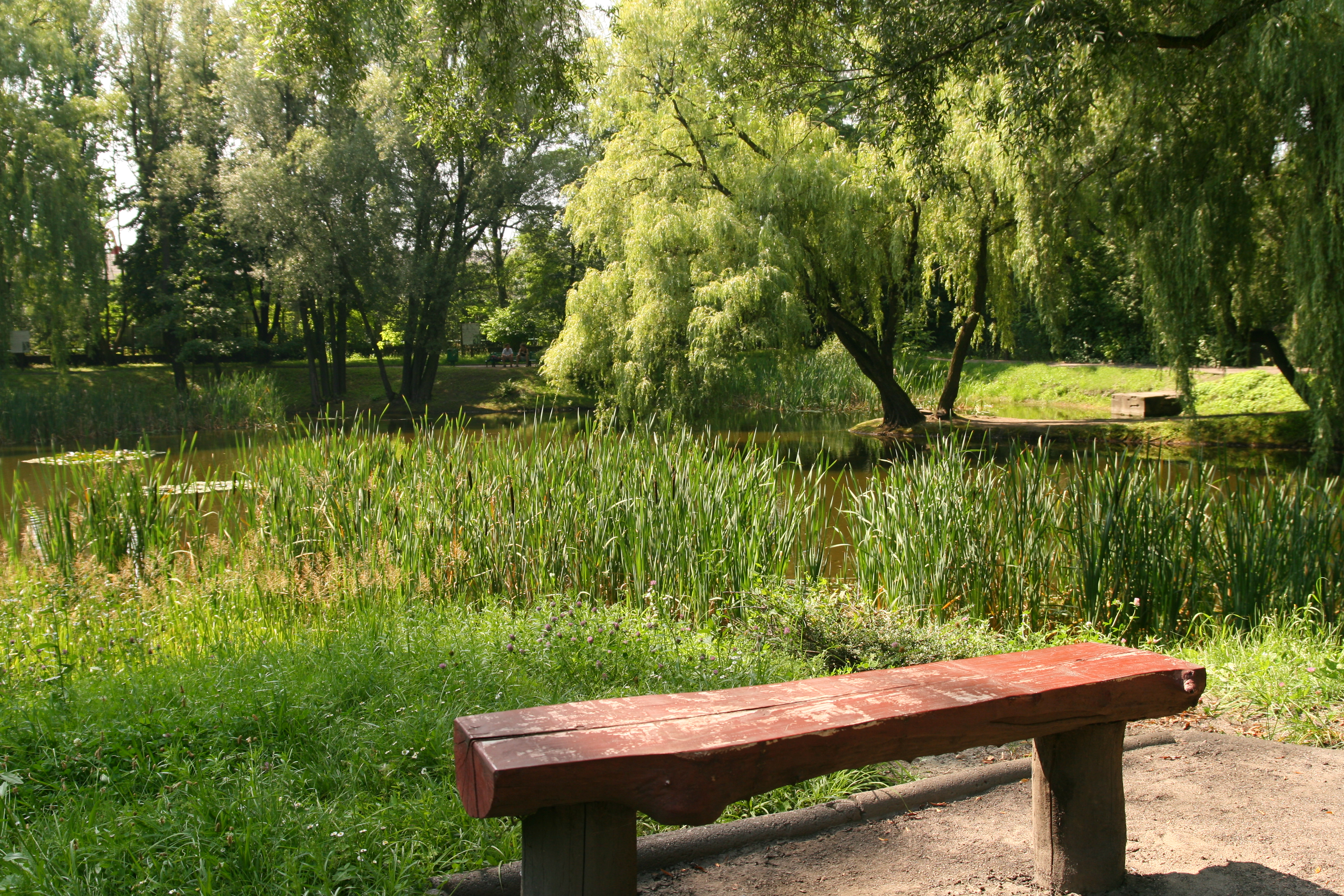
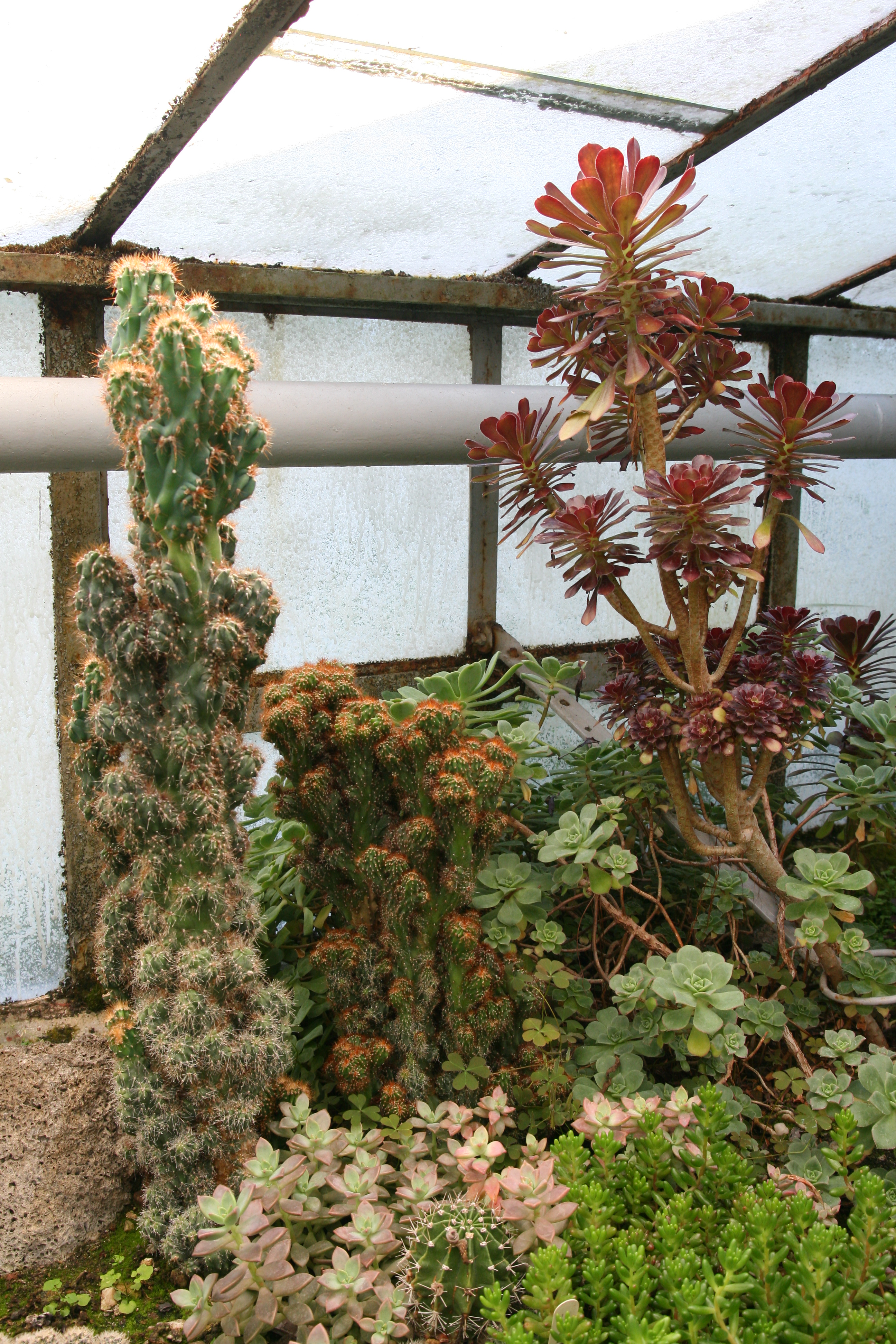
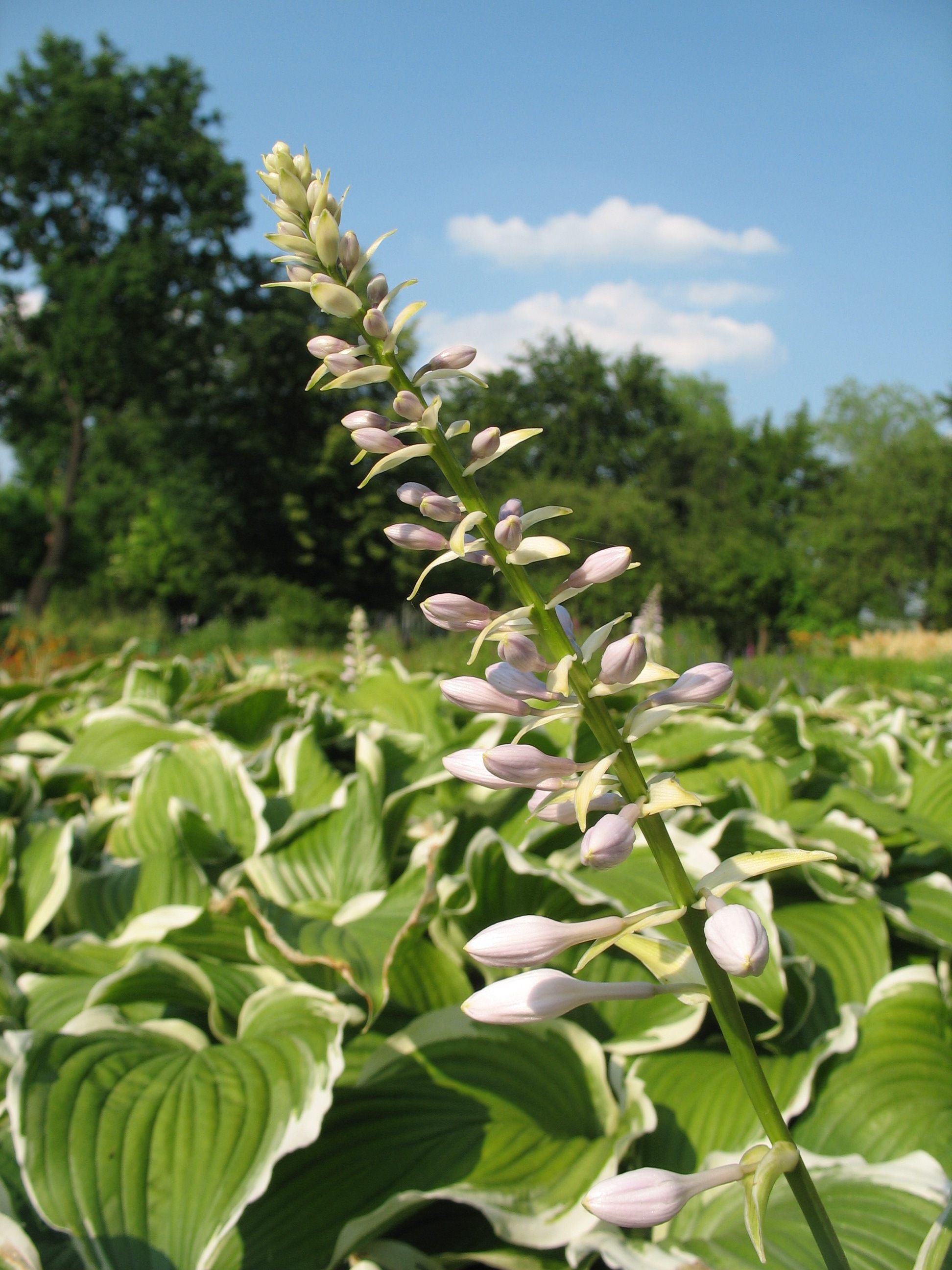
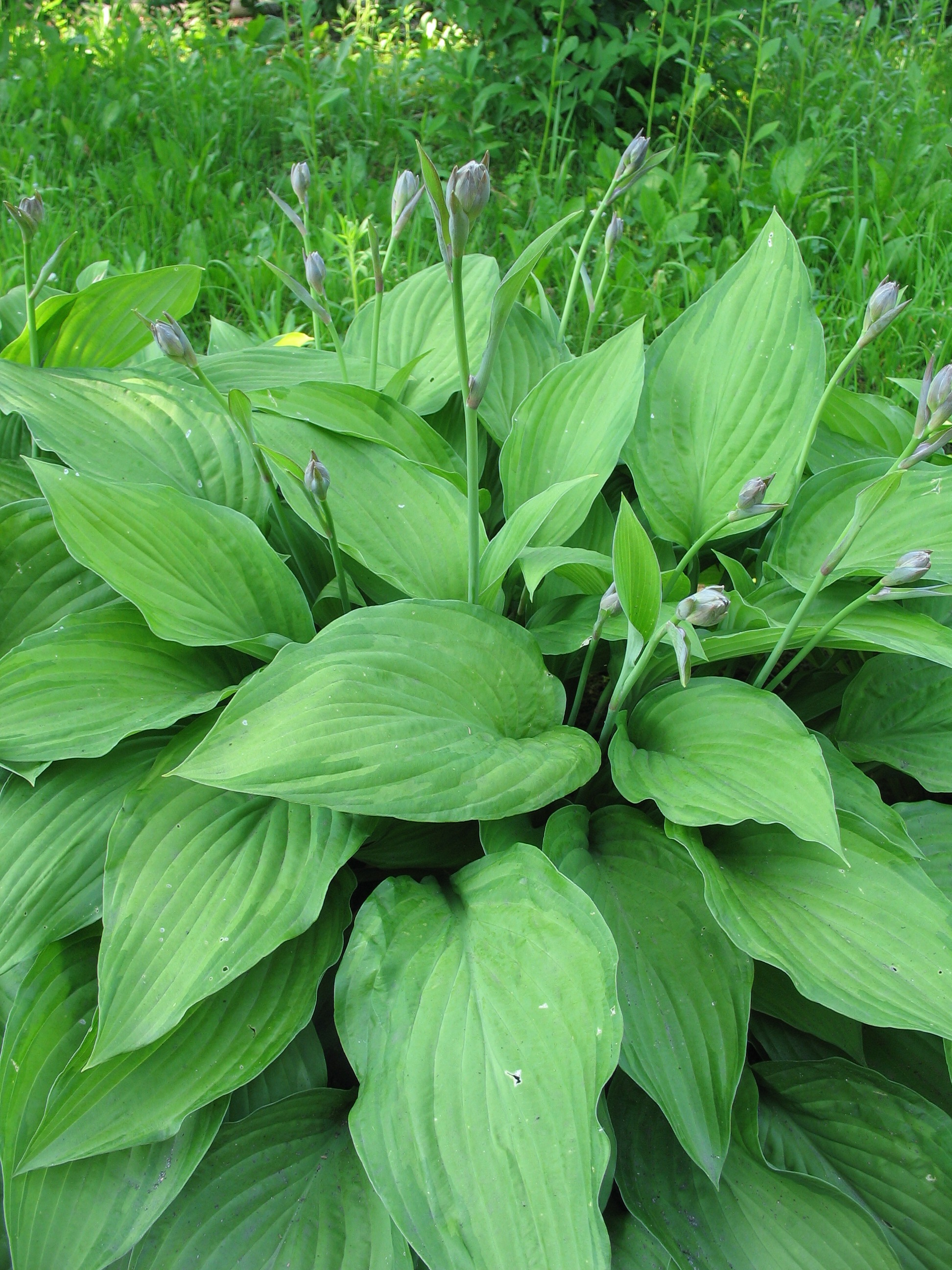
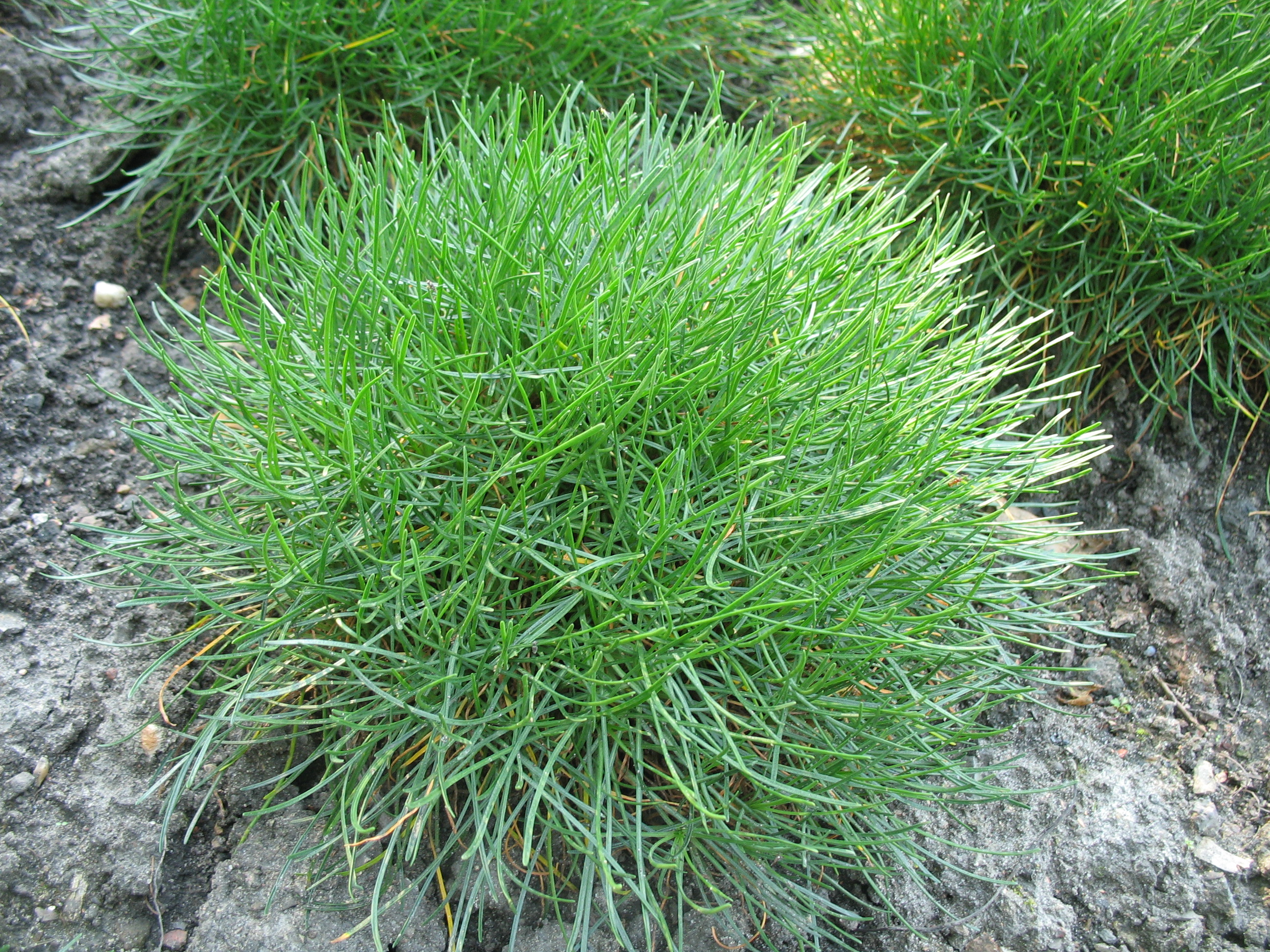